# BM Valladolid

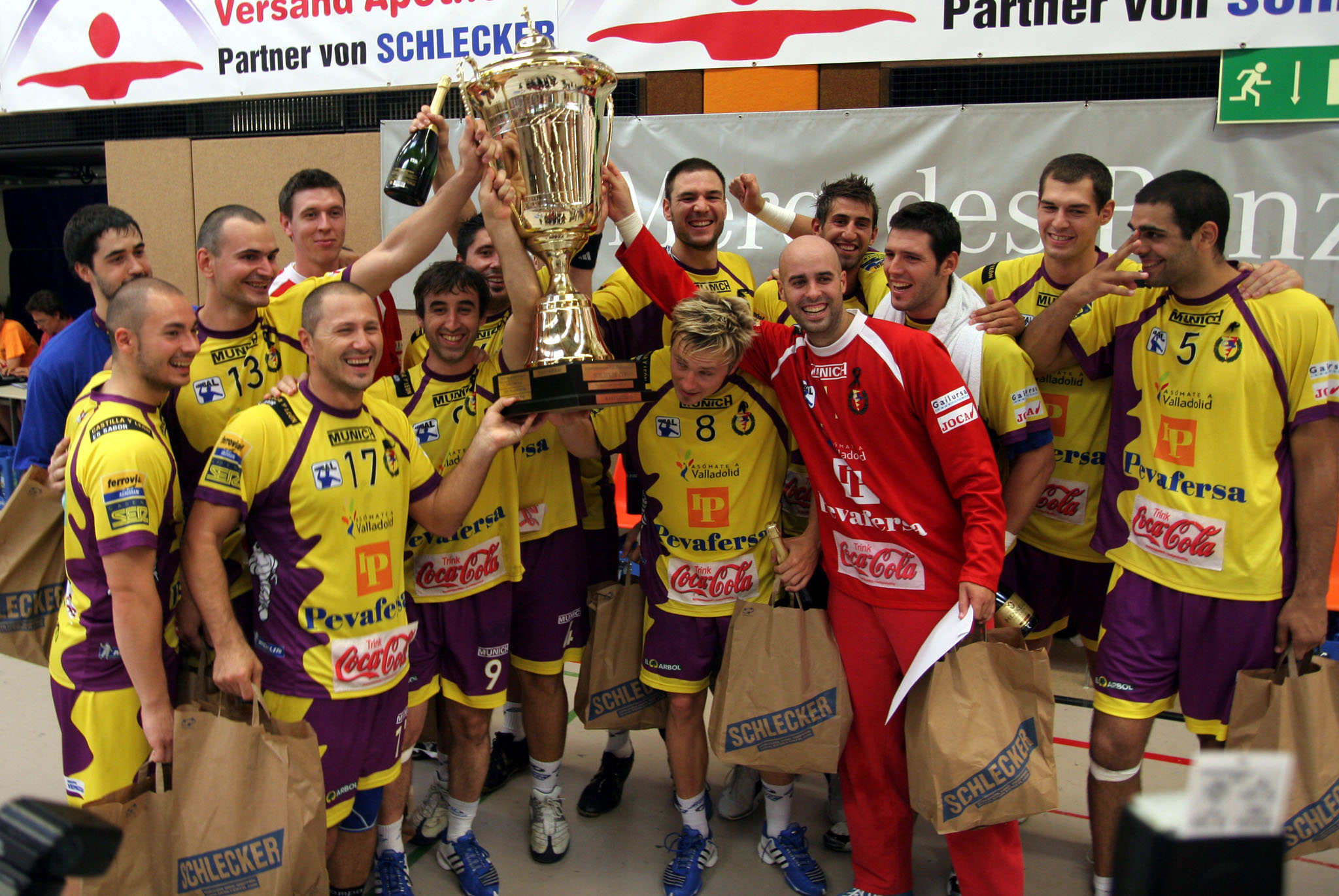
BM Valladolid i augusti 2008.

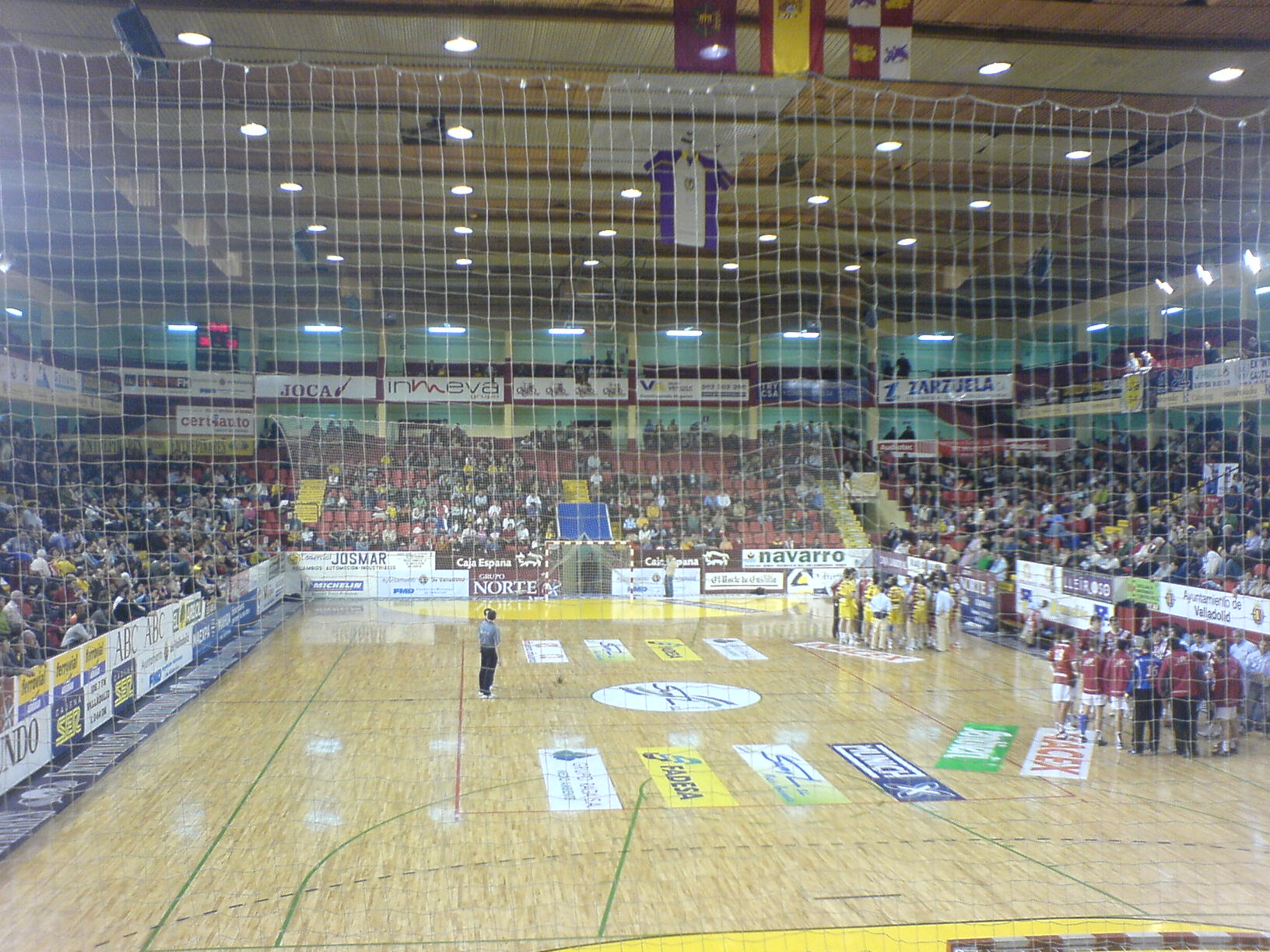
BM Valladolid spelar en ligamatch i Polideportivo Huerta del Rey, 2009.

Club Balonmano Valladolid (BM Valladolid) var en handbollsklubb från Valladolid i Spanien, bildad den 3 juni 1991 och upplöst den 12 juni 2014. Deras hemmaarena var Polideportivo Huerta del Rey.
Klubben spelade under hela sin existens i Liga Asobal, Spaniens högsta division. 2014 kom laget på 15:e plats, som innebar att de skulle flyttas ned. Klubben lades då ned. Senare samma år bildades en annan klubb med samma hemmaarena, BM Atlético Valladolid (Club Deportivo Balonmano Atlético Valladolid).

## Meriter
- Copa del Rey-mästare två gånger: 2005 och 2006
- Ligacupmästare (Copa Asobal) 2003
- Cupvinnarcupmästare 2009

## Spelare i urval
- Ion Belaustegui (1999–2001)
- Juan Bosco Rentero (2003–2010)
- Raúl Entrerríos (2007–2010)
- Julio Fis (2002–2005)
- Rubén Garabaya (2001–2007)
- Roberto García Parrondo (–2003, 2006–2007)
- Raúl González (1987–2005)
- Eric Gull (2004–2007)
- Alen Muratović (2005–2008)
- Albert Rocas (2000–2003)
- Chema Rodríguez (1999–2007)
- Iker Romero (1997–2000)
- Tomas Svensson (2009–2011)
- Håvard Tvedten (2008–2011)